# Maximino Rodríguez Pardo
Maximino Valeriano Rodríguez Pardo (Choachí, 13 de abril de 1908-Cartagena, 6 de agosto de 2005) fue un militar colombiano que se desempeñó como Intendente (Gobernador) de San Andrés y Providencia. 

## Reseña biográfica
Nació en Choachí en abril de 1908, como el octavo de once hijos del matrimonio de Juan Francisco Rodríguez y Carlota Pardo. Comenzó su carrera militar en el Ejército Nacional, para después ser uno de los fundadores de la Armada Nacional, como institución moderna.
Fue trasladado a Cartagena, de donde, gracias a su destacado trabajo, fue enviado a ser entrenado en la Marina Real británica, convirtiéndose, gracias a este entrenamiento, en el primer buzo militar de Colombia. Participó de la Guerra contra Perú en 1932. Posteriormente, renunció al ejército para comenzar a trabajar como empresario en el Río Sinú, administrando las fincas de la familia de su esposa.
Tras pasar un tiempo retirado del ejercicio militar, se convirtió en Intendente de San Andrés durante el Gobierno de Gustavo Rojas Pinilla. Durante la gestión de Rodríguez Pardo en el archipiélago se dio apertura el Puerto Libre de San Andrés, se construyó el Aeropuerto de San Andrés, la Avenida Circunvalar de San Andrés y el primer cementerio de las islas. Después de la caída del gobierno de Rojas, este le solicita a Rodríguez ser su carcelero. Tras esto, fue ascendido al rango de Capitán de Fragata y se retiró definitivamente de las Fuerzas Armadas.
Luego trabajó para la Flota Mercante Grancolombiana y para el Instituto Nacional de los Recursos Naturales Renovables y del Ambiente, donde impulsó las primeras políticas pesqueras del país.
Durante sus últimos años se dedicó a la agricultura, falleciendo en Cartagena en agosto de 2005.